# Adiato Djaló Nandigna
Adiato Djaló Nandigna var tillförordnad premiärminister i Guinea-Bissau från februari till april 2012. Hon var den första kvinnliga premiärministern i Guinea-Bissau.
Hon förlorade makten i en kupp i april 2012 varför hon sökte skydd på en europeisk ambassad i landet. Hon levde därefter i exil i Portugal.
År 2015 utsågs Nandigna till försvarsminister, då lämnade hon sitt uppdrag som president Jose Mario Vaz rådgivare.